# Onofrio Martinelli
Onofrio Martinelli, né à Mola di Bari, le 13 janvier 1900 et mort à Florence le 20 novembre 1966, est un peintre italien.

## Biographie
Après des études classiques à Florence, il fréquente à partir de 1924 l'Académie des beaux-arts de Florence. Il s'installe en 1925 à Paris, où il se lie d'amitié avec Filippo de Pisis (il partage avec lui de 1927 à 1928 un appartement-studio rue Bonaparte) et Giorgio de Chirico. Il retourne à Florence où il obtient une chaire à l'Académie. En plus de son activité de peintre qui le voit participer à de nombreuses expositions, il organise aussi des expositions et des festivals. Il épouse Adriana Pincherle (1905-1996), sœur de l'écrivain Alberto Moravia (1907-1990).

## Expositions
Parmi les nombreuses expositions des tableaux de Martinelli, l'exposition Artistes italiens modernes, à Paris en 1928, fait date, de même que l'exposition Künstler des neuen Italien  à Berne en 1930 et celles des Quadriennales de Rome de 1931, 1939 et 1965-1966. Il est en outre présent à la Biennale de Venise en 1924, 1926, 1930, 1934 et 1936; à celle de 1956, grâce à l'intervention de Roberto Longhi, une exposition personnelle lui est organisée.